# Natación en los Juegos Olímpicos de la Juventud 2018 - 400m Libres Masculino
El evento de 400 metros libres masculino de Anexo:Natación en los Juegos Olímpicos de la Juventud de Buenos Aires 2018 tuvo lugar el 7 de octubre de 2018 en el Centro Olímpico, dentro del Parque Olímpico, en Buenos Aires, Argentina.

## Resultados

### Eliminatorias
Las series comenzaron el 7 de octubre a las 10.00
| Piesto | Eliminatoria | Carril | Nombre                 | País                          | Tiempo  | Notas |
| ------ | ------------ | ------ | ---------------------- | ----------------------------- | ------- | ----- |
| 1      | 4            | 4      | Keisuke Yoshida        | Japón (JPN)                   | 3:51.68 | Q     |
| 2      | 4            | 5      | Akos Kalmar            | Hungría (HUN)                 | 3:51.73 | Q     |
| 3      | 3            | 4      | Kristof Milak          | Hungría (HUN)                 | 3:51.99 | Q     |
| 4      | 4            | 2      | Denis Loktev           | Israel (ISR)                  | 3:52.04 | Q     |
| 5      | 2            | 8      | Ahmed Ayoub Hafnaoui   | Túnez (TUN)                   | 3:52.06 | Q     |
| 6      | 4            | 6      | Marco de Tullio        | Italia (ITA)                  | 3:52.31 | Q     |
| 7      | 3            | 5      | Huy Hoang Nguyen       | Vietnam (VIE)                 | 3:52.40 | Q     |
| 8      | 3            | 6      | Antonio Djakovic       | Suiza (SUI)                   | 3:52.42 | Q     |
| 9      | 4            | 3      | Zac Reid               | Nueva Zelanda (NZL)           | 3:52.79 |       |
| 10     | 3            | 3      | Johannes Calloni       | Italia (ITA)                  | 3:53.15 |       |
| 11     | 2            | 2      | Robin Hanson           | Suecia (SWE)                  | 3:53.71 |       |
| 12     | 3            | 2      | Mohamed Aziz Ghaffari  | Túnez (TUN)                   | 3:54.02 |       |
| 13     | 3            | 1      | Marcos Gil Corbacho    | España (ESP)                  | 3:52.22 |       |
| 14     | 2            | 1      | Murilo Setin Sartori   | Brasil (BRA)                  | 3:55.76 |       |
| 15     | 3            | 7      | Jose Lopes             | Portugal (POR)                | 3:56.10 |       |
| 16     | 2            | 4      | Andreas Georgakopoulos | Grecia (GRE)                  | 3:56.37 |       |
| 17     | 4            | 7      | Yordan Yanchev         | Bulgaria (BUL)                | 3:56.90 |       |
| 18     | 1            | 6      | Efe Turan              | Turquía (TUR)                 | 3:56.92 |       |
| 19     | 4            | 8      | Aaron Schmidt          | Alemania (GER)                | 3:57.03 |       |
| 20     | 2            | 6      | James Samuel Freeman   | Botsuana (BOT)                | 3:57.37 |       |
| 21     | 1            | 4      | Konstantsin Kurachkin  | Bielorrusia (BLR)             | 3:57.99 |       |
| 22     | 3            | 8      | Ferran Julia Tous      | España (ESP)                  | 3:58.11 |       |
| 23     | 2            | 5      | Jinquan Hong           | República Popular China (CHN) | 3:58.93 |       |
| 24     | 4            | 1      | Bartlomiej Koziejko    | Polonia (POL)                 | 3:59.08 |       |
| 25     | 1            | 5      | Adam Hloben            | República Checa (CZE)         | 3:59.11 |       |
| 26     | 2            | 3      | Will Barao             | Estados Unidos (USA)          | 4:00.43 |       |
| 27     | 1            | 2      | Boris Lacanski         | Serbia (SRB)                  | 4:02.06 |       |
| 28     | 2            | 7      | Paul Beaugrand         | Francia (FRA)                 | 4:02.83 |       |
| 29     | 1            | 3      | Jarod Arroyo           | Puerto Rico (PUR)             | 4:02.94 |       |
| 30     | 1            | 7      | Arvin Chahal           | Malasia (MAS)                 | 4:06.11 |       |
| 31     | 1            | 1      | Amadou Ndiaye          | Senegal (SEN)                 | 4:17.36 |       |
| 32     | 1            | 8      | Nur Haziq Samil        | Brunéi (BRU)                  | 4:33.47 |       |

### Final
La final se celebró el 7 de octubre a las 18.00.
| Rank                                | Carril | Nombre               | País          | Tiempo  | Notas |
| ----------------------------------- | ------ | -------------------- | ------------- | ------- | ----- |
| Medalla de oro, Juegos Olímpicos    | 3      | Kristof Milak        | Hungría (HUN) | 3:48.08 |       |
| Medalla de plata, Juegos Olímpicos  | 7      | Marco de Tullio      | Italia (ITA)  | 3:48.55 |       |
| Medalla de bronce, Juegos Olímpicos | 4      | Keisuke Yoshida      | Japón (JPN)   | 3:48.68 |       |
| 4                                   | 1      | Huy Hoang Nguyen     | Vietnam (VIE) | 3:48.85 |       |
| 5                                   | 5      | Akos Kalmar          | Hungría (HUN) | 3:51.56 |       |
| 6                                   | 6      | Denis Loktev         | Israel (ISR)  | 3:52.12 |       |
| 7                                   | 8      | Antonio Djakovic     | Suiza (SUI)   | 3:53.74 |       |
| 8                                   | 2      | Ahmed Ayoub Hafnaoui | Túnez (TUN)   | 3:55.94 |       |